# 어브 가티

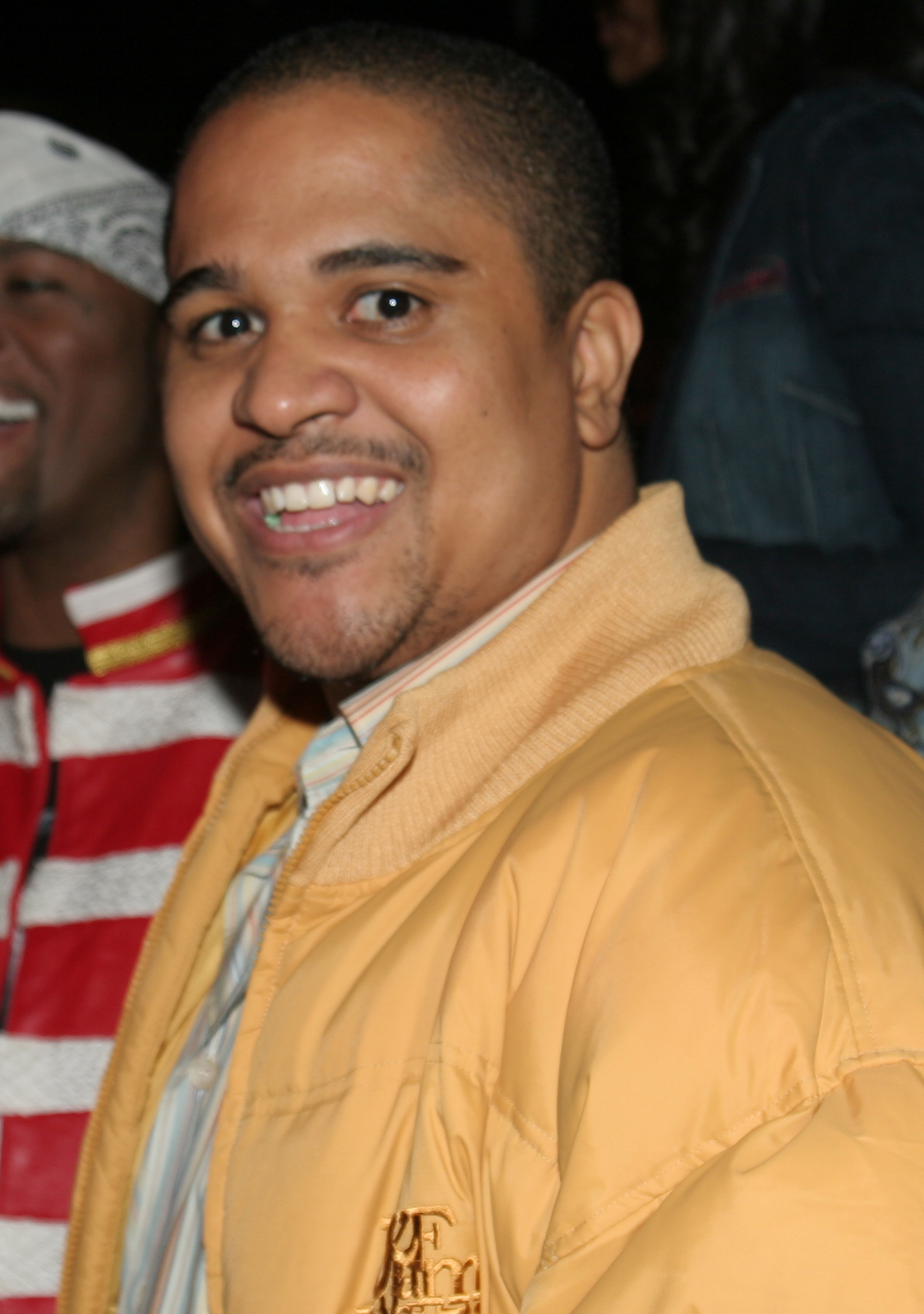
어브 가티

어브 가티(Irv Gotti, Irving Lorenzo, 1970년 6월 26일 ~ 2025년 2월 5일)는 미국의 랩가수겸 프로듀서이며, 힙합레이블 더 INC 레코드의 사장이다. 대표곡으로는 제이 지의 'Can I Get A...?'과 DMX의 'What's My Name', 자 룰의 'Holla Holla'를 작곡했다.